# 米漿
米漿，又叫作米奶，一種植物奶，是由米和花生為主要材料所製作而成的飲品，不同於豆漿，顏色較深，呈現咖啡色，口感較濃稠
。在中式早餐店是熱門的飲品，近年來在台灣西式早餐店也有提供米漿。

## 原料
蓬萊米、花生米、白芝麻、紅糖、水。

## 製作方法
將蓬萊米、白芝麻乾炒，再與炒過、去膜的花生米一起加水攪打成漿，煮開後可加入紅糖。

## 吃法
由於米漿在製作過程就會放糖，所以一般米漿只有甜的吃法，可以直接單獨飲用，有時候也可以泡入油條或者與豆漿混合飲用，冷熱飲皆宜。